# Kollár József (labdarúgó)
Kollár József, (1954. szeptember 7. –) labdarúgó, kapus.

## Pályafutása
1975 nyarán Máté János ellenértékeként került a Honvédból a Ferencvárosba. 1975 és 1977 között volt a Ferencváros játékosa, ahol egy bajnoki címet és egy kupagyőzelmet szerzett a csapattal. A Fradiban 25 mérkőzésen szerepelt (4 bajnoki, 6 nemzetközi, 15 hazai díjmérkőzés). 1977-től 1979-ig a Honvéd Bem József SE-ben játszott. 1983 nyaráig az Újpesti Dózsa játékosa volt. Ezután a 22. sz. Volánban szerepelt. 1984-től a PMSC játékosa volt.1987-ben a Kaposvári Rákóczihoz igazolt.

## Sikerei, díjai
- Magyar bajnokság
  - bajnok: 1975–76
- Magyar kupa (MNK)
  - győztes: 1978